# みんなのうた年度別放送楽曲一覧 (1980年代)
みんなのうた年度別放送楽曲一覧（みんなのうたねんどべつほうそうがっきょくいちらん）は, NHKの音楽番組「みんなのうた」で1980年代に放送された楽曲の年度別にリスト化したものである。過去の再放送についても本項で扱う。

## 1985年度の放送楽曲

### 1986年2月 - 3月
新曲枠
- アヒルと少女（小鳩くるみ）
- 覚えていますか（前川清）
- ポケットの中で（斉藤由貴）
- タニシちゃん（森田健作）

再放送枠
- あさ　おきたん（少年少女合唱団みずうみ）1982年4月 - 5月放送
- ありがとう・さようなら（中井貴一、吉田直子（東京放送児童合唱団））1985年2月 - 3月放送
- 星うらないキラキラ（中島義実）1983年12月 - 1984年1月放送
- わたしの紙風船（紙ふうせん）1983年4月 - 5月放送
- カメレオン（シュガー）1984年8月 - 9月放送
- ああ　おかしいね（東京放送児童合唱団）1985年6月 - 7月放送
- ラジャ・マハラジャー（戸川純、東京放送児童合唱団）1985年2月 - 3月放送
- 宗谷岬（榊原まさとし）1982年4月 - 5月放送

### 1985年12月 - 1986年1月
新曲枠
- 母さんは雪おんな（堀江美都子）
- 上級生（森口博子）
- 忍者はどこじゃ（高見恭子、（コーラス）山崎功）
- スシ食いねェ!（シブがき隊）

再放送枠
- メトロポリタン美術館（大貫妙子）1984年4月 - 5月放送
- 白い道（ヴィヴァルディ作曲「四季」から）（北原ミレイ）1985年2月 - 3月放送
- ケンちゃん（工藤夕貴）1985年8月 - 9月放送
- 旅立ち（加山雄三）1985年8月 - 9月放送
- こだぬきポンポ（下條アトム）1983年12月 - 1984年1月放送
- まっくら森の歌（谷山浩子）1985年8月 - 9月放送
- 雪祭り（後藤拓、東京放送児童合唱団）1984年12月 - 1985年1月放送
- 空飛ぶ林檎（財津和夫）1985年8月 - 9月放送

### 1985年10月 - 11月
新曲枠
- トタン屋根のワルツ（工藤順子）
- 赤い糸（芹洋子）
- 火星のサーカス団（南佳孝）
- 詩人とつばめ（小室等）

再放送枠
- 赤鬼と青鬼のタンゴ（尾藤イサオ）1984年12月 - 1985年1月放送
- 赤い帽子（下成佐登子）1984年10月 - 11月放送
- しあわせのうた（榊原郁恵）1984年10月 - 11月放送
- 大きな古時計（1973年版）（立川清登、長門美保歌劇団児童合唱部）1973年6月 - 7月放送
- 南の島のハメハメハ大王（水森亜土、トップギャラン）1976年4月 - 5月放送
- 小さな木の実（斉藤昌子）1983年10月 - 11月放送
- 勇気一つを友にして（山田美也子）1975年10月 - 11月放送
- 遠い世界に（チューインガム）1975年10月 - 11月放送

### 1985年8月 - 9月
新曲枠
- ケンちゃん（工藤夕貴）
- 空飛ぶ林檎（財津和夫）
- まっくら森の歌（谷山浩子）
- 旅立ち（加山雄三）

再放送枠
- ニャーンタイム（松本伊代）1983年10月 - 11月放送
- 南の島の花よめさん（木の葉のこ）1983年8月 - 9月放送
- 44ひきのねこ（東京放送児童合唱団）1969年4月 - 5月放送
- みずうみ（「ペールギュント」組曲第2番「ソルヴェイグの歌」から）（大貫妙子）1983年6月 - 7月放送
- 海へ来て（森昌子）1984年8月 - 9月放送
- ドラキュラのうた（クニ河内）1975年8月 - 9月放送
- へんな家!（La Casa）（レミー・ブリッカ、東京放送児童合唱団）1983年2月 - 3月放送
- 白い少女（町田義人）1983年2月 - 3月放送

### 1985年6月 - 7月
新曲枠
- ああ　おかしいね（東京放送児童合唱団）
- 船をみた日に（由紀さおり）
- 雨のてん・てん（河合奈保子）
- 夢のウェディング・ベル（アッシュ）

再放送枠
- ひげなしゴゲジャバル（ペギー葉山）1974年6月 - 7月放送
- ペルシャの子守歌〜わたしの花〜（加藤登紀子）1984年6月 - 7月放送
- 恋するニワトリ（谷山浩子）1985年2月 - 3月放送
- トレロカモミロ（西六郷少年少女合唱団）1970年2月 - 3月放送
- アヒルの行列（ザ・シャデラックス、東京荒川少年少女合唱隊）1972年10月 - 11月放送
- 雨が空から降れば（小室等）1976年10月 - 11月放送
- ひとりぼっちの歌（クニ河内）1984年6月 - 7月放送
- ともだち（ダーク・ダックス）1982年8月 - 9月放送

### 1985年4月 - 5月
新曲枠
- 古いアルバム（高橋真美）
- みんなおやすみ（和田昭治）
- めいわく団地（菊地真美、東京放送児童合唱団）
- おふろのうた（五百木佑野（東京放送児童合唱団））

再放送枠
- 宗谷岬（榊原まさとし）1982年4月 - 5月放送
- キャベツUFO（工藤順子）1984年6月 - 7月放送
- 天使の羽のマーチ（上條恒彦、東京放送児童合唱団）1984年8月 - 9月放送
- コンピューターおばあちゃん（酒井司優子（東京放送児童合唱団））1981年12月 - 1982年1月放送
- オランガタン（惣領泰則とジムロックス）1980年2月 - 3月放送
- キャンディの夢（尾崎亜美）1979年12月 - 1980年1月放送
- 赤い花 白い花（ビッキーズ）1976年12月 - 1977年1月放送
- 虫歯のこどもの誕生日（吉田紀人）1978年10月 - 11月放送

## 1984年度の放送楽曲

### 1985年2月 - 3月
新曲枠
- ありがとう・さようなら（中井貴一、吉田直子（東京放送児童合唱団））
- 黄色い自転車（藤澤俊春（東京放送児童合唱団））
- 恋するニワトリ（谷山浩子）
- ラジャ・マハラジャー（戸川純、東京放送児童合唱団）
- 白い道（ヴィヴァルディ作曲「四季」から）1985年版（北原ミレイ）

再放送枠
- ふたごのオオカミ大冒険（ルディ・マスヤーニ&劇団若草）1980年10月 - 11月放送
- カメレオン（シュガー）1984年8月 - 9月放送
- せんせ　ほんまにほんま（大阪すみよし少年少女合唱団）1982年8月 - 9月放送

### 1984年12月 - 1985年1月
新曲枠
- 赤いサラファン（研ナオコ）
- 赤鬼と青鬼のタンゴ（1984年版）（尾藤イサオ）
- 枯れ葉の子守唄（馮智英）
- 雪祭り（後藤拓、東京放送児童合唱団）

再放送枠
- しあわせのうた（榊原郁恵）1984年10月 - 11月放送
- くいしんぼうのカレンダー（やまがたすみこ、杉並児童合唱団）1975年12月 - 1976年1月放送
- こだぬきポンポ（下條アトム）1983年12月 - 1984年1月放送
- メトロポリタン美術館（大貫妙子）1984年4月 - 5月放送
- わたしの紙風船（紙ふうせん）1983年4月 - 5月放送

### 1984年10月 - 11月
新曲枠
- 赤い帽子（下成佐登子）
- しあわせのうた（榊原郁恵）
- ひいふうガラス窓（千昌夫）
- 秋物語（1984年版）（尾崎紀世彦）

再放送枠
- 海へ来て（森昌子）1984年8月 - 9月放送
- 風ぐるま（小林幸子）1984年8月 - 9月放送
- 天使の羽のマーチ（上條恒彦、東京放送児童合唱団）1984年8月 - 9月放送
- カメレオン（シュガー）1984年8月 - 9月放送

### 1984年8月 - 9月
新曲枠
- 海へ来て（森昌子）
- 風ぐるま（小林幸子）
- カメレオン（シュガー）
- 天使の羽のマーチ（上條恒彦、東京放送児童合唱団）

再放送枠
- あさ　おきたん（少年少女合唱団みずうみ）1982年4月 - 5月放送
- みずうみ（「ペールギュント」組曲第2番「ソルヴェイグの歌」から）（大貫妙子）1983年6月 - 7月放送
- わたしのにゃんこ（矢野顕子、ひばり児童合唱団）1983年4月 - 5月放送
- ロバ ちょっとすねた（アグネス・チャン）1983年4月 - 5月放送

### 1984年6月 - 7月
新曲枠
- キャベツUFO（工藤順子）
- ひとりぼっちの歌（クニ河内）
- ペルシャの子守歌〜わたしの花〜（加藤登紀子）
- モンキーパズル（堀江美都子）

再放送枠
- 泣いていた女の子（東京放送児童合唱団）1979年4月 - 5月放送
- テクテクマミー（E.S.アイランド）1982年6月 - 7月放送
- せんせ　ほんまにほんま（大阪すみよし少年少女合唱団）1982年8月 - 9月放送
- ニャーンタイム（松本伊代）1983年10月 - 11月放送

### 1984年4月 - 5月
新曲枠
- おじいさんの電車（藤田淑子）
- 学校坂道（さとう宗幸）
- まるで世界（山田康雄）
- メトロポリタン美術館（大貫妙子）
- われないタマゴ（藤本房子）

再放送枠
- しらんぷり（高山知也） 1983年2月 - 3月放送
- へんな家!（La Casa）（レミー・ブリッカ、東京放送児童合唱団） 1983年2月 - 3月放送
- 草原情歌（馮智英） 1983年12月 - 1984年1月放送

## 1983年度の放送楽曲

### 1984年2月 - 3月
新曲枠
- おにいちゃんになっちゃった（若松明、（東京放送児童合唱団））
- こんな日がほしかった（西田敏行）
- サラマンドラ（1984年版）（尾藤イサオ）
- ふぃふぃ（池辺朋、東京少年少女合唱隊）

再放送枠
- オナカの大きな王子さま（1983年版）1983年2月 - 3月放送
- 宗谷岬（1982年版）（榊原まさとし）1982年4月 - 5月放送
- おもいでのアルバム（1981年版）（ダークダックス）1981年2月 - 3月放送
- ひげなしゴゲジャバル（ペギー葉山）1974年6月 - 7月放送

### 1983年12月 - 1984年1月
新曲枠
- こだぬきポンポ（下條アトム）
- 白い道（ヴィヴァルディ作曲「四季」から）1983年版（北原ミレイ）
- 草原情歌（馮智英）
- 星うらないキラキラ（中島義実）

再放送枠
- ぼくは大きな石ころさ（財津一郎）1982年2月 - 3月放送
- 北風小僧の寒太郎（堺正章、東京放送児童合唱団）1974年12月 - 1975年1月放送
- こきりこの歌（原田直之）1981年12月 - 1982年1月放送
- アスタ・ルエゴ 〜さよなら月の猫〜（研ナオコ）1977年2月 - 3月放送

### 1983年10月 - 11月
新曲枠
- 小さな木の実（ビゼー作曲「美しいパースの娘」から）（1983年版）（斉藤昌子）
- ニャーンタイム（松本伊代）
- パンダ・ダ・パ・ヤッ（加茂晴美）
- 夢急行で15分（布施明）

再放送枠
- 切手のないおくりもの（1982年版）（財津和夫）　1982年10月 - 11月放送
- 虫歯のこどもの誕生日（吉田紀人）1978年10月 - 11月放送
- かんかんからす（加藤登紀子）1982年4月 - 5月放送
- ヒロミ（原田潤）1980年4月 - 5月放送

### 1983年8月 - 9月
新曲枠
- 馬のシッポ ぶたのシッポ（坂本九、東京放送児童合唱団）
- エントツそうじの男の子（小椋佳）
- ハロー・トゥモロー（戸田恵子）
- 南の島の花よめさん（木の葉のこ）
- 夢みる子ねこ（デューク・エイセス）

再放送枠
- ともだち（ダークダックス）1982年8月 - 9月放送
- アップル・パップル・プリンセス（竹内まりや）1981年12月 - 1982年1月放送
- ドラキュラのうた（クニ河内）1975年8月 - 9月放送

### 1983年6月 - 7月
新曲枠
- エガオトッテケ!!（サナエ）
- パンドラの箱（新田純一）
- 星と夢のサンバ（サーカス）
- みずうみ（「ペールギュント」組曲第2番「ソルヴェイグの歌」から）（大貫妙子）
- リンゴの森の子猫たち（飯島真理）

再放送枠
- ヘップション（玉木潤）1981年8月 - 9月放送
- コンピューターおばあちゃん（酒井司優子（東京放送児童合唱団））1981年12月 - 1982年1月放送
- 山口さんちのツトム君（川橋啓史）1976年4月 - 5月放送

### 1983年4月 - 5月
新曲枠
- おこるよ!（三好鉄生）
- ロバ ちょっとすねた（アグネス・チャン）
- わたしの紙風船（1983年版）（紙ふうせん）
- わたしのにゃんこ（矢野顕子、ひばり児童合唱団）

再放送枠
- 宗谷岬（1982年版）榊原まさとし 1982年4月 - 5月放送
- ふたりで半分こ（堀江美都子、市場衛、ティティーネ＆チルドレンコーラス、森の木児童合唱団）1981年8月 - 9月放送
- あさ　おきたん（少年少女合唱団みずうみ）1982年4月 - 5月放送
- 南の島のハメハメハ大王（水森亜土、トップギャラン）1976年4月 - 5月放送

## 1982年度の放送楽曲

### 1983年2月 - 3月
新曲枠
- オナカの大きな王子さま（1983年版）（岸部シロー）
- しらんぷり（高山知也）
- 白い少女（町田義人）
- へんな家!（La Casa）（レミー・ブリッカ、東京放送児童合唱団）

再放送枠
- せんせ　ほんまにほんま（大阪すみよし少年少女合唱団）1982年8月 - 9月放送
- おもいでのアルバム（1982年版）（芹洋子）1982年2月 - 3月放送
- パパとあるこう（石原裕次郎）1980年4月 - 5月放送

### 1982年12月 - 1983年1月
新曲枠
- 風の音（山口むつ子）
- 小犬のプルー（1982年版）（石川ひとみ）
- 父さんのつくった歌（市場衛（森の木児童合唱団））
- もの想いブルース（木の実ナナ）

再放送枠
- メゲメゲルンバ（詩織）1981年10月 - 11月放送
- 北風小僧の寒太郎（1981年版）（北島三郎、ひばり児童合唱団）1981年12月 - 1982年1月放送
- オランガタン（惣領泰則とジムロックス）1980年2月 - 3月放送

### 1982年10月 - 11月
新曲枠
- さとうきびの花（都はるみ）
- ちいさい秋みつけた（1982年版）（ボニージャックス）
- とんぼの思い出（村井千秋と森の木児童合唱団）
- 切手のないおくりもの（1982年版）（財津和夫）

再放送枠
- ぼくは大きな石ころさ（財津一郎）1982年2月 - 3月放送
- ヒロミ（原田潤）1980年4月 - 5月放送
- かくれんぼ（川島和子と東京放送児童合唱団）1980年4月 - 5月放送

### 1982年8月 - 9月
新曲枠
- あんぐりー・ブギ（東京少年少女合唱隊）
- せんせ　ほんまにほんま（大阪すみよし少年少女合唱団）
- ともだち（ダークダックス）
- マイ・スウィート・タウン（きくち寛）
- 水色のワンピース（泰葉）

再放送枠
- パパおしえて（1982年版）（岸部シロー） 1982年8月 - 9月放送
- ぼくんちのチャボ（ホリイくんと先生）1980年12月 - 1981年1月放送

### 1982年6月 - 7月
新曲枠
- 大安吉日（カリフラワー）
- テクテクマミー（E.S.アイランド）
- 夏は来ぬ（1982年版）（百合丘コーラス・児童合唱団）
- パパおしえて（1982年版）（岸部シロー）
- 広瀬川慕情（石川さゆり）
- ぼくのにっきちょう（小倉一郎）
- メロディー（上田知華＋カリョービン（Karyobin））

### 1982年4月 - 5月
新曲枠
- あさ　おきたん（少年少女合唱団みずうみ）
- いつかどこかであなたに会った（パル）
- かんかんからす（加藤登紀子）
- 潮風のセレナード（岸田智史）
- 宗谷岬（1982年版）（榊原まさとし）

再放送枠
- ヘップション（玉木潤）1981年8月 - 9月放送
- ぼくんちのチャボ（ホリイくんと先生）1980年12月 - 1981年1月放送

## 1981年度の放送楽曲

### 1982年2月 - 3月
新曲枠
- 朝のリフトで（ダークダックス）
- おもいでのアルバム（1982年版）（芹洋子）
- 春の山（東京放送児童合唱団）
- ぼくは大きな石ころさ（財津一郎）

再放送枠
- 早春賦（湘南コール・グリューン）1979年2月 - 3月放送
- コンピューターおばあちゃん（酒井司優子（東京放送児童合唱団））1981年12月 - 1982年1月放送
- アップル パップル プリンセス（竹内まりや）1981年12月 - 1982年1月放送

### 1981年12月 - 1982年1月
新曲枠
- アップル パップル プリンセス（竹内まりや）
- 北風小僧の寒太郎（1981年版）（北島三郎、ひばり児童合唱団）
- こきりこの歌（原田直之）
- コンピューターおばあちゃん（東京放送児童合唱団（酒井司優子））
- 雪の下の春（サルバトーレ・アダモ）

再放送枠
- 夢みるパワー（イルカ）1981年4月 - 5月放送
- 灯台守（杉並児童合唱団）1980年12月 - 1981年1月放送

### 1981年10月 - 11月
新曲枠
- いっトイレ（クニ河内）
- 峠に帰る日（上條恒彦）
- 緑のかがやき（高田みづえ）
- メゲメゲルンバ（詩織）

再放送枠
- ヒロミ（原田潤）1980年4月 - 5月放送
- デキシーワンダーランド（外山喜雄、外山洋一）1981年6月 - 7月放送
- さかあがりの夕焼け（清須邦義）1981年6月 - 7月放送

### 1981年8月 - 9月
新曲枠
- 渥美地方の子守唄（由紀さおり）
- 海を贈ろう（ボニージャックス）
- ふたりで半分こ（堀江美都子、市場衛、ティティーネ＆チルドレンコーラス、森の木児童合唱団）
- ヘップション（玉木潤）

再放送枠
- バナナ・スピリット（西岡恭蔵）1980年10月 - 11月放送
- ぼくんちのチャボ（ホリイくんと先生）1980年12月 - 1981年1月放送
- 地球の仲間（トランザム）1981年4月 - 5月放送

### 1981年6月 - 7月
新曲枠
- お地蔵さんロンド（友部正人、森の木児童合唱団）
- さかあがりの夕焼け（清須邦義）
- デキシーワンダーランド（外山喜雄、外山洋一）
- まだ遅くは（小椋佳）

再放送枠
- ローラー天国（串田あきら）1980年8月 - 9月放送
- コラソンDEデート（OPA、石崎はるこ）1980年8月 - 9月放送
- 走れジョリィ（堀江美都子とティティーネ＆チルドレンコーラス）1981年2月 - 3月放送

### 1981年4月 - 5月
新曲枠
- 風の向うに（さとう宗幸）
- きみはビーナス（関森れい、J.J.カンパニー）
- 地球の仲間（トランザム）
- 夢みるパワー（イルカ）

再放送枠
- オランガタン（惣領泰則とジムロックス）1980年2月 - 3月放送
- かくれんぼ（川島和子と東京放送児童合唱団）1980年4月 - 5月放送

## 1980年度の放送楽曲

### 1981年2月 - 3月
新曲枠
- 因島想春譜（UFO）
- おもいでのアルバム（1981年版）（ダークダックス）
- ドン・キホーテ（佐々木功）
- 走れジョリィ（堀江美都子とティティーネ＆チルドレンコーラス）

再放送枠
- 雪娘（チェリッシュ）1980年2月 - 3月放送
- 花いちもんめ（川崎少年少女合唱団）1979年12月 - 1980年1月放送
- 展覧会で逢った女の子（新井満）1980年6月 - 7月放送

### 1980年12月 - 1981年1月
新曲枠
- 愛のかたち（鴉鷺）
- シャッキシャキの転校生（川崎少年少女合唱団）
- 灯台守（杉並児童合唱団）
- ぼくんちのチャボ（ホリイくんと先生）

再放送枠
- ヒロミ（原田潤）1980年4月 - 5月放送
- キャンディの夢（尾崎亜美）1979年12月 - 1980年1月放送
- パパとあるこう（石原裕次郎）1980年4月 - 5月放送

### 1980年10月 - 11月
新曲枠
- バナナ・スピリット（西岡恭蔵）
- ふたごのオオカミ大冒険 ULULALI' ULULALA'（ルディ・マスヤーニ、劇団若草）
- まあだだよ（ひばり児童合唱団）
- ミスターシンセサイザー（タモリ）

再放送枠
- パパの時間（ティファニー・ブレイク）1979年8月 - 9月放送
- 夕顔の里（さとう宗幸）1979年8月 - 9月放送
- 旋律（小坂恭子）1979年6月 - 7月放送

### 1980年8月 - 9月
新曲枠
- コラソンDEデート（OPA、石崎はるこ）
- デッカイ トット マーチ（デューク・エイセス）
- なかよし海さん（東京放送児童合唱団）
- ローラー天国（串田あきら）

再放送枠
- 大きなうた（松崎しげる、東京放送児童合唱団）1979年6月 - 7月放送
- ニルスのふしぎな旅（加橋かつみ）1980年2月 - 3月放送
- 大蓮華讃歌（細川たかし）1979年8月 - 9月放送

### 1980年6月 - 7月
新曲枠
- 乙女峠へ（大津彰）
- グリーン・グラス（来生たかお）
- 展覧会で逢った女の子（新井満）
- のらねこ三度笠（西田敏行）

再放送枠
- 夏は来ぬ（1979年版）（百合丘コーラス・児童合唱団）1979年6月 - 7月放送
- 泣いていた女の子（東京放送児童合唱団）1979年4月 - 5月放送
- 6ちゃんがねころんで（熊倉一雄）1978年12月 - 1979年1月放送

### 1980年4月 - 5月
新曲枠
- かくれんぼ（川島和子と東京放送児童合唱団）
- 希望が愛が、ホラ（ボニージャックス）
- パパとあるこう（石原裕次郎）
- ヒロミ（原田潤）

再放送枠
- アスタ・ルエゴ 〜さよなら月の猫〜（研ナオコ）1977年2月 - 3月放送
- 巣立つ日まで（田中由美子）1977年2月 - 3月放送
- おれは空（小坂忠）1979年4月 - 5月放送